# Автономна Республіка Крим
Автоно́мна Респу́бліка Крим (крим. Qırım Muhtar Cumhuriyeti, рос. Автономная Республика Крым) — адміністративна одиниця на півдні України, розташована на більшій частині Кримського півострова між 44°23' і 46°15' північної широти та між 32°29’ і 36°39’ східної довготи. Українською владою, ООН, ЄС визнається як територія, тимчасово окупована Російською Федерацією.
Україна втратила контроль над основною територією Криму внаслідок її окупації Збройними силами Росії, після якої 16 березня 2014 року було незаконно проведено референдум, який не визнала Генеральна Асамблея ООН. Чинні на той час органи місцевої влади АР Крим в односторонньому порядку проголосили незалежність Республіки Крим від України, після чого одразу ж рішенням органів влади РФ АР Крим була включена до складу Російської Федерації як новий суб'єкт зі статусом республіки. Українська влада і більшість інших держав не визнають легітимність референдуму й постанови про незалежність.
Територія Криму протягом своєї історії перебувала під контролем різних держав та народів. Кімерійці, греки, скіфи, готи, гуни, булгари, хозари, держава Київська Русь, візантійські греки, кипчаки, османські турки, татари Золотої Орди і монголи контролювали Крим протягом раннього періоду його історії. У 13-му столітті помітний вплив (особливо у Південному Криму) мали венеційці і ґенуезці. З середини XIV до кінця XVIII ст. входив до складу Кримського ханства й Османської імперії, а з кінця XVIII до 1917 року Російської імперії. Після Громадянської війни ввійшов до складу РРФСР, а у 1954 році був переданий УРСР. З 1991 року — автономія у складі України.
Територією республіки проходить державний кордон України довжиною 821 км. До складу АР Крим не входить південний захід півострова, підлеглий Севастопольській міськраді, яка є одиницею загальнодержавного підпорядкування, та північна частина Арабатської стрілки, що входить до складу Херсонської області.

## Назва
12 лютого 1991 року — Верховна Рада УРСР постановила відновити Кримську Автономну Радянську Соціалістичну Республіку (крим. Qırım Muhtar Sotsialist Şuralar Cumhuriyeti) у складі УРСР.
26 лютого 1992 — за рішенням Верховної Ради Криму Кримську АРСР перейменовано на Респу́бліку Крим (крим. Qırım Cumhuriyeti, рос. Республика Крым). Проте, це рішення не було схвалено центральною владою України. Конституція республіки закріплювала за Кримом статус української території.
21 вересня 1994 — Законом України «Про внесення змін та доповнень до Конституції (Основного Закону) України» Кримську АРСР перейменовано на Автоно́мну Респу́бліку Крим (крим. Qırım Muhtar Cumhuriyeti, рос. Автономная Республика Крым).
19 червня 1997 року — у Конституції Автономної Республіки Крим 1995 року остаточно замінена назва «Республіка Крим» на «Автономна Респу́бліка Крим».

## Географія

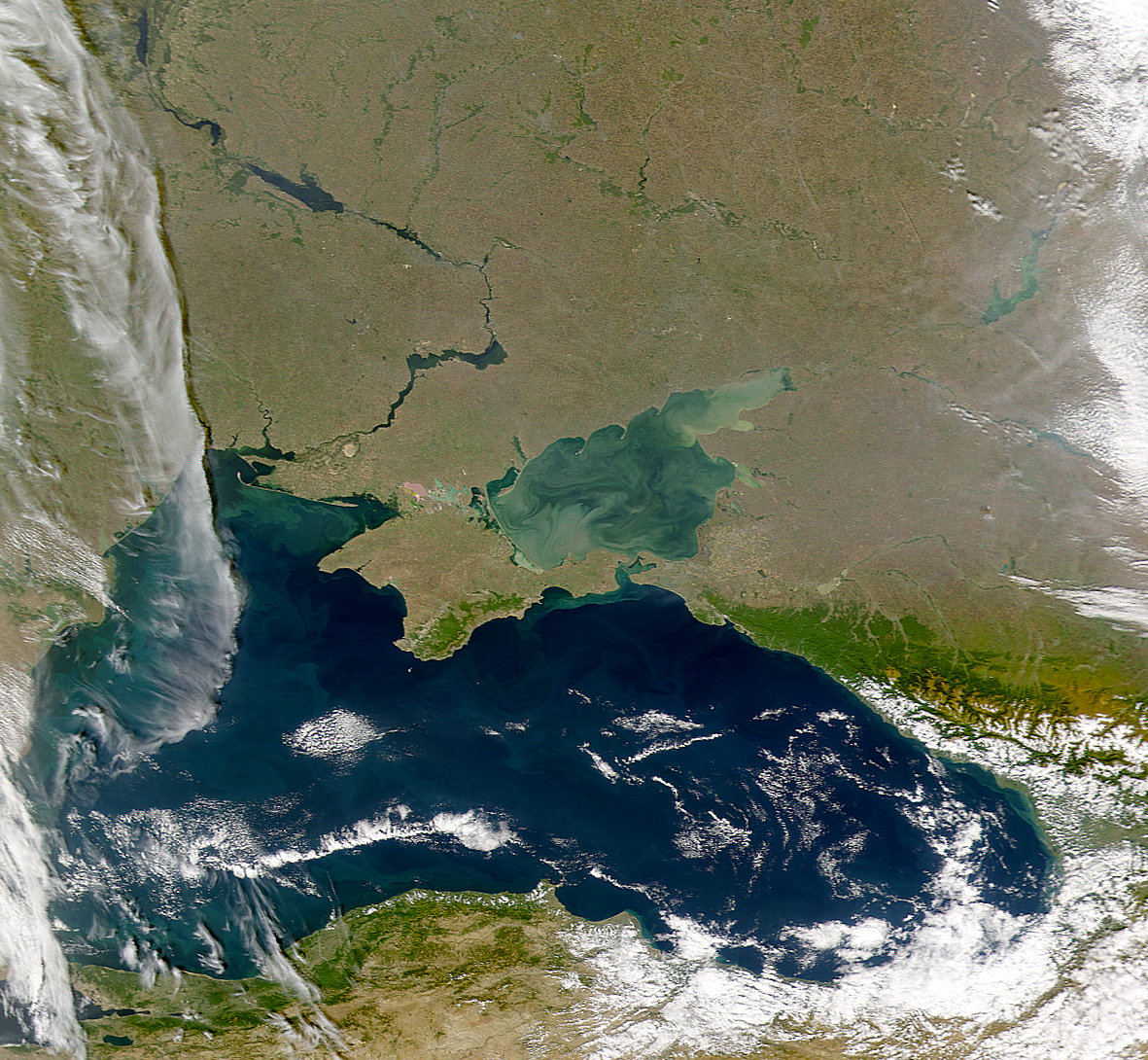
Вигляд Криму із супутника (фото).

Дивись також статтю Кримський півострів

### Територія
Територія — 26 861 км². Протяжність: із заходу на схід — 360 км (інші дані — 325 км), з півночі на південь — 180 км (інші дані — 200 км).
На заході і півдні омивається водами Чорного, на сході — Азовського морів, що належать до басейну Атлантичного океану. Півострів приблизно однаково віддалений від екватора і Північного полюсу. Його західний берег утворений Тарханкутським півостровом, східний — Керченським. На півночі Крим з'єднаний 7-кілометровим Перекопським перешийком та 700-метровим на косі Арабатська стрілка із сусідньою Херсонською областю, на південному заході межує із містом державного значення Севастополь, морем на сході — із Краснодарським краєм Російської Федерації.

### Рельєф
Кримський півострів має різноманітні природні ландшафти. На півночі степ, південні райони — покриті лісами Кримські гори та південне узбережжя Криму. Гірська система простягнулася трьома пасмами від Севастополя до Феодосії. Найбільші висоти — у межах Головного, або Південного, пасма. Тут знаходиться найвища гірська вершина Кримського півострова — гора Роман-Кош (1545 м).

### Водоймища
Річки Криму маловодні. Найважливіші — Чорна, Бельбек, Кача, Альма, Салгир. На річці Салгир розташоване Сімферопольське водосховище. У північній частині півострова — Північно-Кримський канал, вода в який надходить із Дніпра. На півночі Криму є багато солоних озер: озер — Сакське, Актаське, Тобечицьке, Чокрацьке, Красне, Айгульське. Вони мілкі, неглибокі і часто пересихають влітку. Концентрація солі в деяких з них (особливо в Перекопському та Сиваші) досягає 200—240 ‰. Їхня вода має солі багатьох хімічних елементів, таких як натрій, калій, олово та бром і завдяки цьому використовується в галузях хімічної промисловості. Для прикладу, на сиваській ропі працює Червоно-перекопський бромний завод. Інші солоні озер Криму — Донузлав і Сасик — завдяки підвищеній мінералізації використовуються для лікування різних захворювань (особливо захворювань шкіри, суглобів та опорно-рухового апарату).

### Клімат
У північній частині Криму клімат помірно теплий. Зима м'яка, літо спекотне. Середня температура липня +24 °C, січня +1,5 °C. На Південному березі Криму клімат субтропічний середземноморський: дуже тепле літо і м'яка зима. Середня температура липня +25 °C, січня +4 °C. Середньорічна кількість опадів становить 300—500 мм на рівнині і до 1000—1200 мм у горах. Клімат Криму прикордоний між помірним і субтропічним географічними поясами, що сприяє м'якому клімату півострова та великій кількості годин сонячного світла (2180—2470 годин на рік).

## Демографія
Автохтонним (корінним) населенням Кримського півострова є кримські татари, кримчаки, караїми.
Інше населення Криму — емігранти в другому та третьому поколіннях та переселенці з інших країн колишнього СРСР. Загальна чисельність наявного населення Автономної Республіки Крим, за даними Всеукраїнського перепису населення 2001 р., становила 2033,7 тисячі. Чисельність міського населення 1274,3 тисячі осіб, або 62,7 %, сільського 759,4 тисячі осіб, або 37,3 %. Кількість чоловіків в автономії становила 937,6 тисячі, або 46,1 %, жінок 1096,1 тисячі, або 53,9 %.
Загальна чисельність постійного населення Автономної Республіки Крим становила 2024 тисячі осіб, зокрема чоловіків 931,4 тисячі, або 46,0 %, жінок 1092,6 тисячі, або 54,0 %. Міське населення становить 1258,7 тисячі осіб, або 62,2 %; сільське 765,3 тисячі осіб, або 37,8 %.
Рівень злочинності за 2012 рік на 10 тис. населення становив 168,8 злочинів, з них 62,4 тяжких та особливо тяжких.
Особливістю складу населення Автономної Республіки Крим є його багатонаціональність. За даними Всеукраїнського перепису населення 2001, на території АРК проживали представники понад 125 національностей і народностей (росіяни — 58 %, українці — 24 %, кримські татари — 12 %).

### Національний склад населення

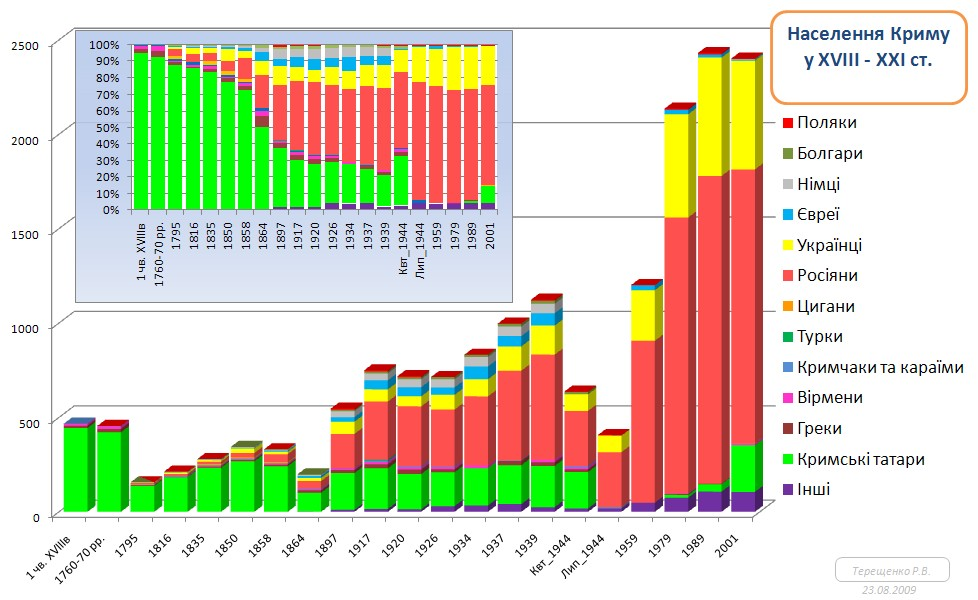
Населення Криму за останні 300 років

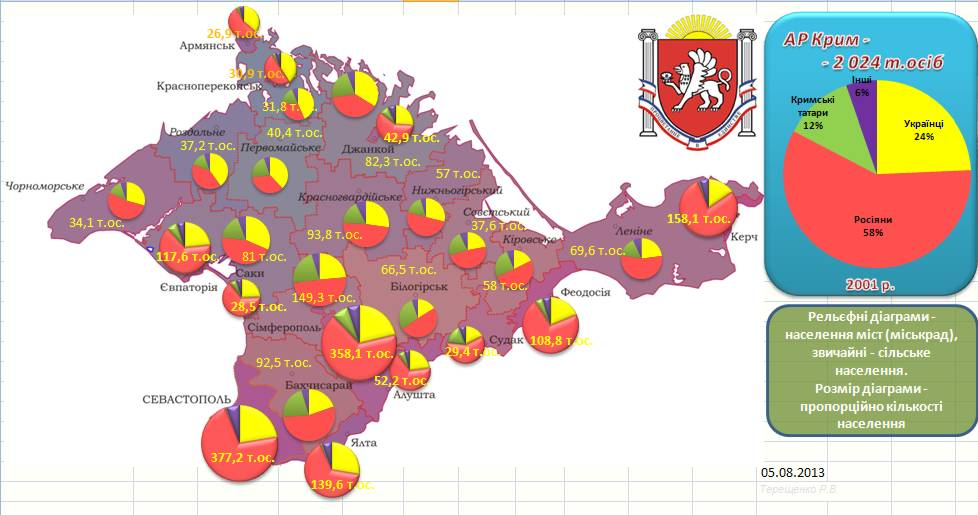
Національний склад населення Криму по районах і містах (2001)

| №  | Національність  | 1897           | 1897     | 2001           | 2001     |
| №  | Національність  | Кількість осіб | %        | Кількість осіб | %        |
| -- | --------------- | -------------- | -------- | -------------- | -------- |
| 1  | Кримські татари | 194 294        | 35,55 %  | 243 433        | 12,03 %  |
| 2  | Татари          |                |          | 11 090         | 0,55 %   |
| 3  | Росіяни         | 180 963        | 33,11 %  | 1 180 441      | 58,32 %  |
| 4  | Українці        | 64 703         | 11,84 %  | 492 227        | 24,32 %  |
| 5  | Німці           | 31 590         | 5,78 %   |                |          |
| 6  | Євреї           | 24 168         | 4,42 %   | 4 515          | 0,22 %   |
| 7  | Греки           | 17 114         | 3,13 %   |                |          |
| 8  | Вірмени         | 8 317          | 1,52 %   | 8 769          | 0,43 %   |
| 9  | Болгари         | 7 450          | 1,36 %   |                |          |
| 10 | Поляки          | 6 929          | 1,27 %   | 3 879          | 0,19 %   |
| 11 | Естонці         | 2 176          | 0,40 %   |                |          |
| 12 | Білоруси        | 2 058          | 0,38 %   | 29 285         | 1,45 %   |
| 13 | Турки           | 1 787          | 0,33 %   |                |          |
| 14 | Молдовани       | 272            | 0,05 %   | 3 761          | 0,19 %   |
| 15 | Азербайджанці   |                |          | 3 748          | 0,19 %   |
| 16 | Інші            | 4 771          | 0,87 %   | 42 908         | 2,12 %   |
|    | Разом           | 546 592        | 100,00 % | 2 024 056      | 100,00 % |

## Історія

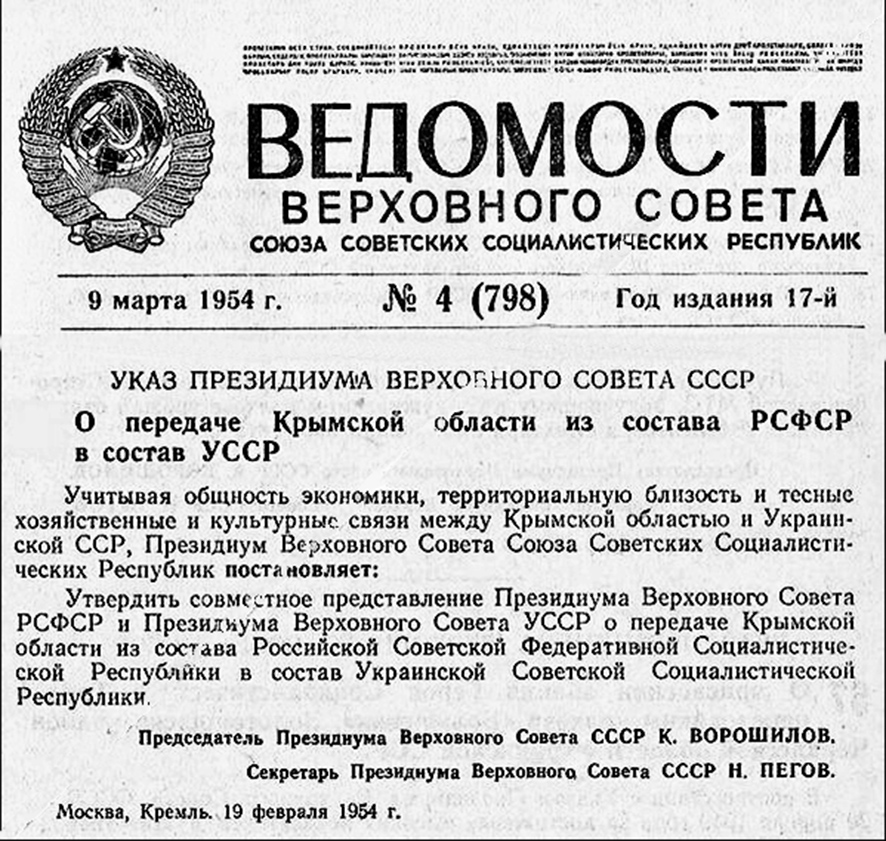
Указ Президії Верховної Ради СРСР «Про передачу Кримської області зі складу РРФСР до складу УРСР». 19 лютого 1954 р.

- Найдавніше відоме населення гірської частини та південного узбережжя Криму — таври.
- З XII ст. до н. е. степовий Крим населяли кімерійці.
- VIII—IV ст. до н. е. — Проникнення в Крим грецьких колоністів, заснування Херсонеса (V ст. до н. е.), Степова частина півострова заселяється скіфами.
- III—II ст. до н. е. — Центр скіфської держави під тиском сарматів зі сходу переміщується з Придніпров'я до Криму. Столиця — Неаполь Скіфський (на території нинішнього Сімферополя).
- 63 рік до н. е.. — Понтійське царство завойоване Римською імперією, кримські міста перейщли під контроль римлян. Початок панування Римської імперії в Криму.
- 257 рік — Підпорядкування Криму готами, знищення Скіфської держави.
- 375 рік — Нашестя гунів, розгром ними Боспорського царства.
- IV—V століття — поступове відновлення влади Римської (Візантійської) імперії над гірською частиною Криму. Уцілілі після навали гунів готи визнали владу Візантії.
- 988 рік — Князь Київської Русі Володимир Великий здобув Херсонес (Корсунь в руських літописах, на території сучасного Севастополя), закріпивши панування Київської Русі над Кримом.
- Кінець VII століття — майже весь Крим, окрім Херсонеса, що залишився під владою Візантії, захоплювали хозари.
- XIII століття — ослаблення влади Візантії. Частина її володінь перейшла до Генуї, частина стала самостійним князівством Готія (Феодоро).
- 1239  р. — завоювання Криму монгольським військом хана Бату. Степовий Крим разом з сусідніми землями Великого князівства Руського потрапив у підданство до царства Ординського.
- XIV — сер. XV століття — війни генуйців з князівством Феодоро за землі південного берегу Криму.
- 1441  р. — утворення незалежного Кримського Ханства.
- 1475  р. — Османське військо під командуванням паші Гедіке Ахмеда завоювало володіння Генуї та князівство Феодоро. Кримське ханство визнало верховну владу султана Османської держави як халіфа ісламської умми.
- 1774 р. — За умовами Кючук-Кайнарджійського мирного договору Османська імперія позбавляється впливу на Крим, Кримське ханство у межах півострова стає незалежним, а Керч і Єні-Кале отримує Російська імперія.
- 1783  р. — Крим анексований й включений до складу Російської імперії. Спочатку як частина Таврійської області, з 1796 року Крим був частиною Новоросійської губернії, а з 1802 року був частиною Таврійської губернії.
- Після приєднання Криму до Росії в 1783 розпочалася тотальна еміграція кримських татар з півострова. До 1795 емігрувало дві третини населення, поселення Криму обезлюдили.
- 1853—1856  рр.— Кримська війна (Східна війна).
- 1917—1920  рр. — Громадянська війна. На території Криму кілька разів змінювали один одного уряди «білих» і «червоних».
- 18 жовтня 1921  р. — утворено Кримську Автономну Соціалістичну Радянську Республіку в складі РСФРР.

- 1941—1944  рр.. — окупація Криму нацистською Німеччиною та Румунією.
- 1944  р. — депортація кримськотатарського народу (18 травня), вірмен, болгар і греків (26 червня)
- 1945  р. — скасування автономії, створення Кримської області.
- 1948  р. — указом Президії ВС РРФСР місто Севастополь виділено в окремий адміністративно-господарський центр (місто республіканського підпорядкування).
- 19 лютого 1954  р. — Кримську область передано зі складу РРФСР до складу УРСР. Згідно з Указом Президії Верховної Ради СРСР від 19 лютого 1954 р. передачу здійснили, ураховуючи територіальну близькість і тісні господарські та культурні зв'язки між Кримською областю та Українською РСР. Передачу було приурочено до святкування 300-річчя Переяславської Ради. Севастополь був переданий УРСР у складі Кримської області.[14][15]
- 1978  р. — прийнято конституцію УРСР, що в ній місто Севастополь вказано як місто республіканського підпорядкування УРСР.
- 12 лютого 1991  р. — Верховна Рада УРСР постановила відновити Кримську АРСР у складі УРСР, ґрунтуючись на постанові «Про висновки і пропозиції Комісії з проблем радянських німців і кримськотатарського народу» від 28 листопада 1989 року.
- 20 лютого 2014 року — окупація Криму російськими військами.
- 16 березня 2014  р. — в окупації проведено незаконний та нелегітимний «всекримський референдум», на якому за входження АР Крим до складу Російської Федерації нібито проголосувало 96,77 % жителів півострова.[16] Референдум не визнали, зокрема, держави ЄС, США, Канада, Японія, Грузія та Туреччина.[17][18]
- 14 березня 2014 року — Верховна Рада України постановляє достроково припинити повноваження Верховної Ради Автономної Республіки Крим.
- 17 березня 2014  р. — самопроголошена Верховна Рада АР Крим проголосила «незалежність» півострова з метою його подальшого входження до складу Російської Федерації.[19]
- 18 березня 2014 — Держдума Росії прийняла закон про приєднання Криму, 21 березня Путін підписав цей закон[20].
- 20 березня 2014 року Верховна Рада України прийняла Декларацію про звільнення України, в якій, зокрема, заявила, що «Крим був, є та буде в складі України».[21]

## Адміністративно-територіальний устрій
|                                        |  |  |
| Пам'ятна монета НБУ присвячена АР Крим |  |  |

Відповідно до адміністративної реформи України, відображеної в Постанові Верховної Ради від 17 липня 2020 року, територія АР Крим ділиться на 10 укрупнених районів, а міста (міськради) республіканського значення скасовуються.
З 7 вересня 2023 року територія АР Крим поділена на 10 районів.:

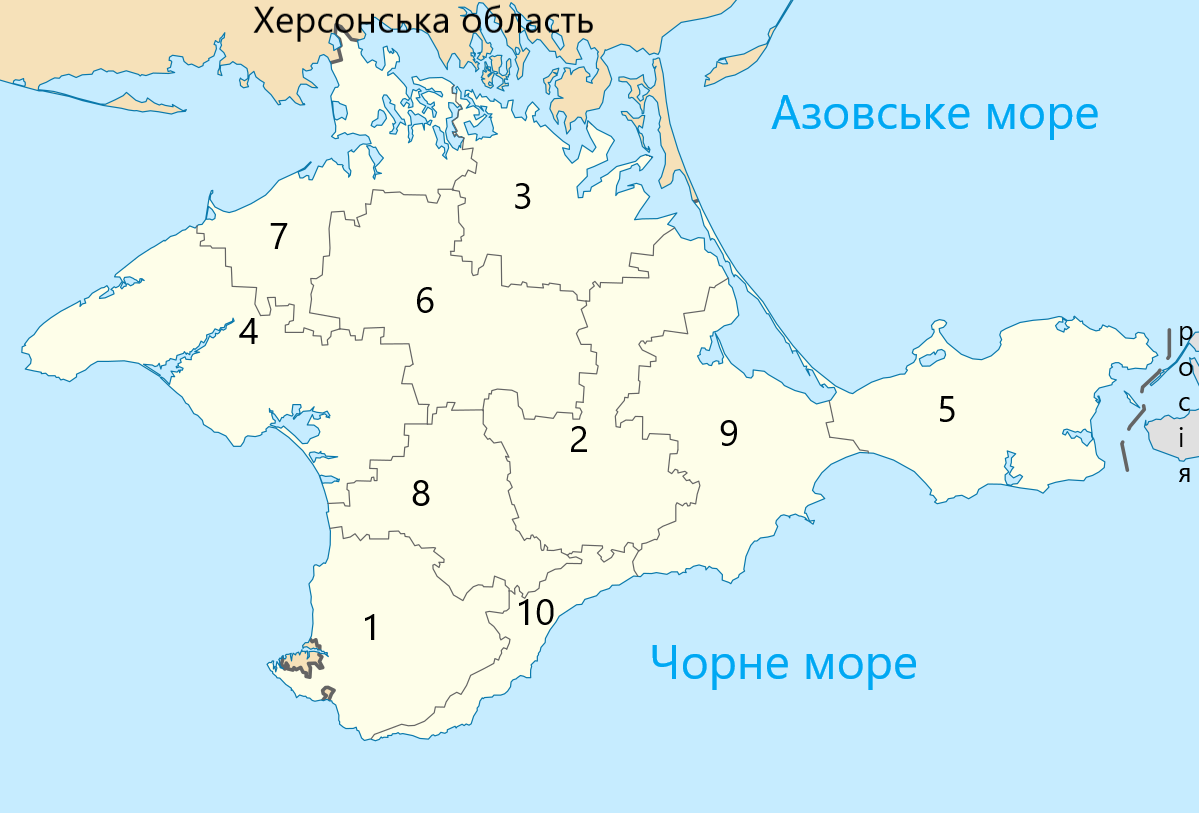
Позначення районів: 1. Бахчисарайський, 2. Білогірський, 3. Джанкойський, 4. Євпаторійський, 5. Керченський, 6. Курманський, 7. Перекопський, 8. Сімферопольський, 9. Феодосійський, 10. Ялтинський

1. Бахчисарайський район.
2. Білогірський район.
3. Джанкойський район.
4. Євпаторійський район.
5. Керченський район.
6. Курманський район.
7. Перекопський район.
8. Сімферопольський район.
9. Феодосійський район.
10. Ялтинський район.

## Економіка
За твердженням Президента України Леоніда Кравчука, Україна, змушена тодішнім партійним керівництвом СРСР взяти Крим під свою опіку, починаючи з 1954 року вклала в економіку Криму (переважно в канали, дороги, постачання води, будівництво курортної інфраструктури південного узбережжя, житлові будинки) близько 100 мільярдів доларів США.

## Соціально-гуманітарна сфера

### Історико-культурний потенціал
На державний облік узято (з урахуванням м. Севастополя) 1004 пам'ятки архітектури та містобудування (з них 216 — національного значення), 7227 пам'яток археології (з них — 21 національного значення), 3861 пам'ятка історії (з них — 13 національного значення), 520 пам'яток монументального мистецтва. До Списку історичних населених місць (міста і селища міського типу) включено 29 населених пунктів: Алупка, Алушта, Армянськ, Балаклава, Бахчисарай, Білогірськ, Гаспра, Гурзуф, Євпаторія, Інкерман, Керч, Коктебель, Кореїз, Лівадія, Масандра, Новий Світ, Ореанда, Партеніт, Саки, Севастополь, Сімеїз, Сімферополь, Старий Крим, Судак, Форос, Феодосія, Чорноморське, Щебетовка, Ялта.
У Криму багато пам'яток архітектури зі змішаними стилями Близького Сходу, Візантії, Вірменії.
Музеї та заповідники Криму:

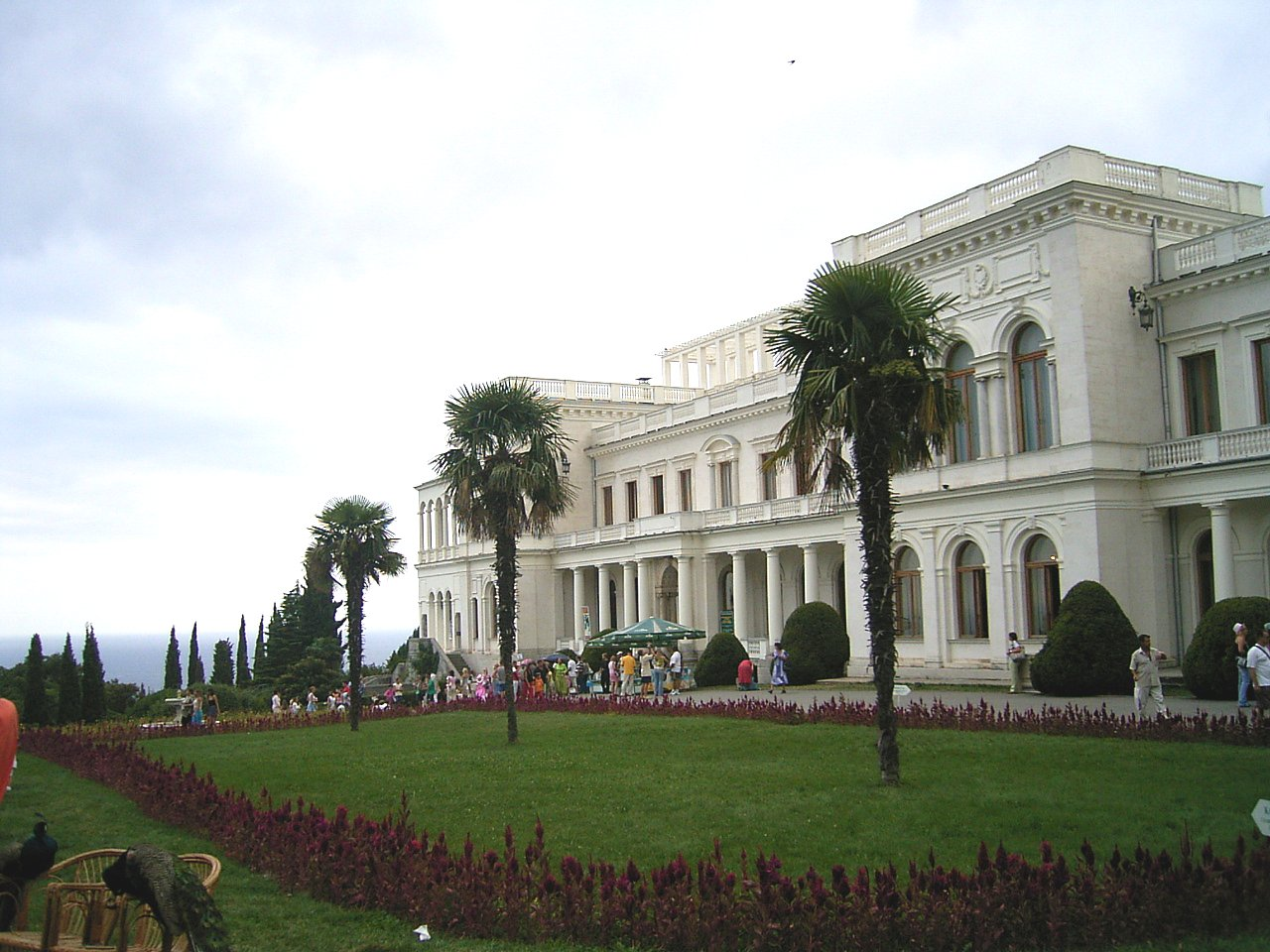
Лівадійський палац.

- Кримський республіканський краєзнавчий музей
- Сімферопольський художній музей
- Лівадійський музей-палац
- Будинок-музей А. П. Чехова
- Кримськотатарський музей мистецтв
- Бахчисарайський державний історико-культурний заповідник

Див. також Музеї Криму

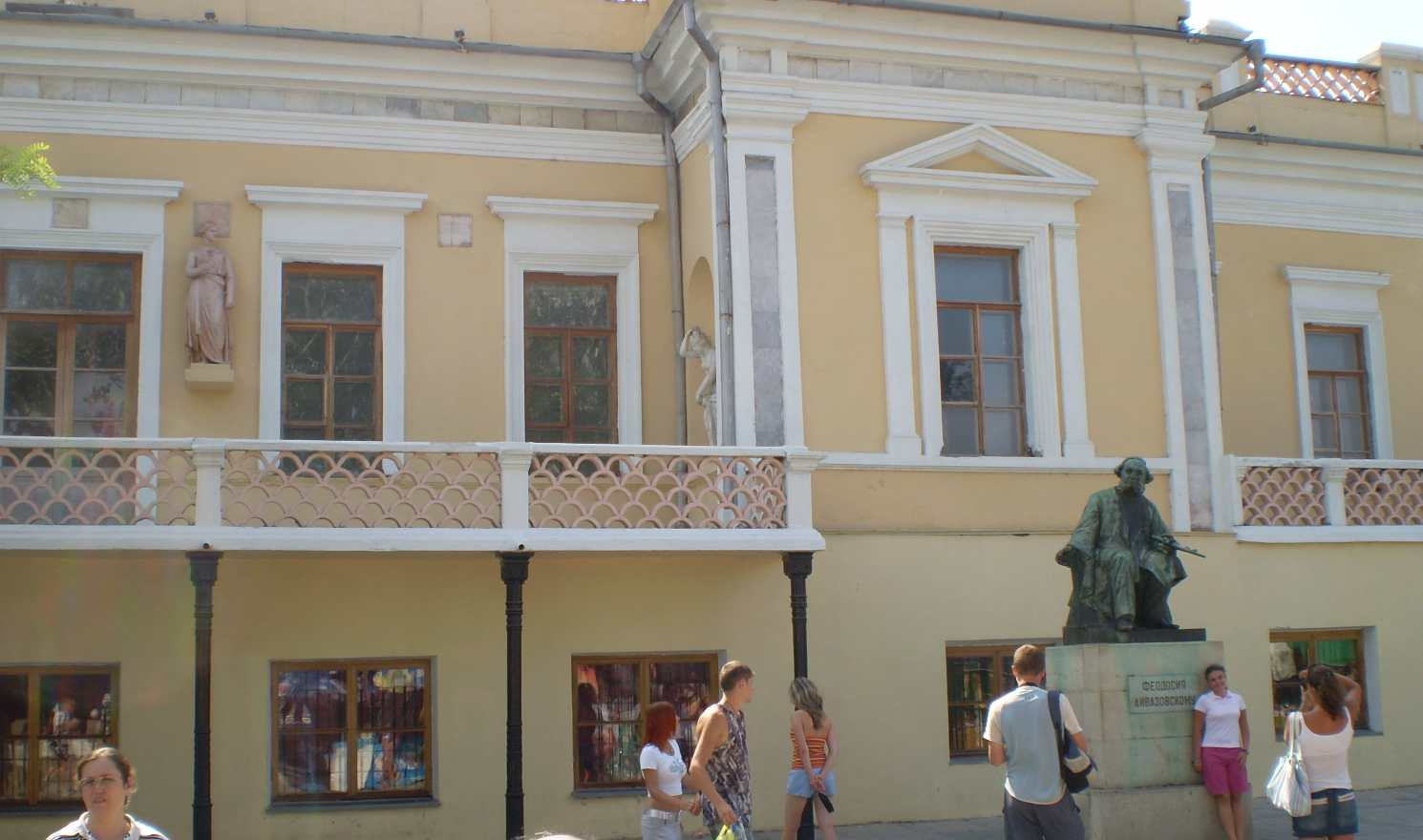
Пам'ятник І. Айвазовському. Місто Феодосія

На території сучасного Сімферополя у ІІІ столітті до н. е. — IV столітті н. е. знаходилася столиця Скіфської держави — Неаполь Скіфський. Серед визначних пам'яток:
- Парк «Салгірка» (XVIII ст.)
- Кримськотатарський академічний музично-драматичний театр
- Ляльковий театр і філармонія
- Кримський республіканський краєзнавчий музей
- Художній музей

Над Алупкою височіє одна з найпривабливіших гір Криму — Ай-Петрі. У місті розташований один з найкращих палаців і парків України — Воронцовський палац і парк 1830–1846 років.
У Бахчисараї збереглися:
- Ханський палац (XVI-XVIII століть). У приміщенні палацу — Бахчисарайський історико-археологічний музей.
- Успенський печерний монастир (VII-XIX століть). У комплексі монастиря — вирубана у скелі Успенська церква VIII століття при дорозі на Чуфут-Кале.
- Мечеть Тохтали-Джамі 1707 року.
- Фортеця і печерне місто Чуфут-Кале (Х-XVIII століть).

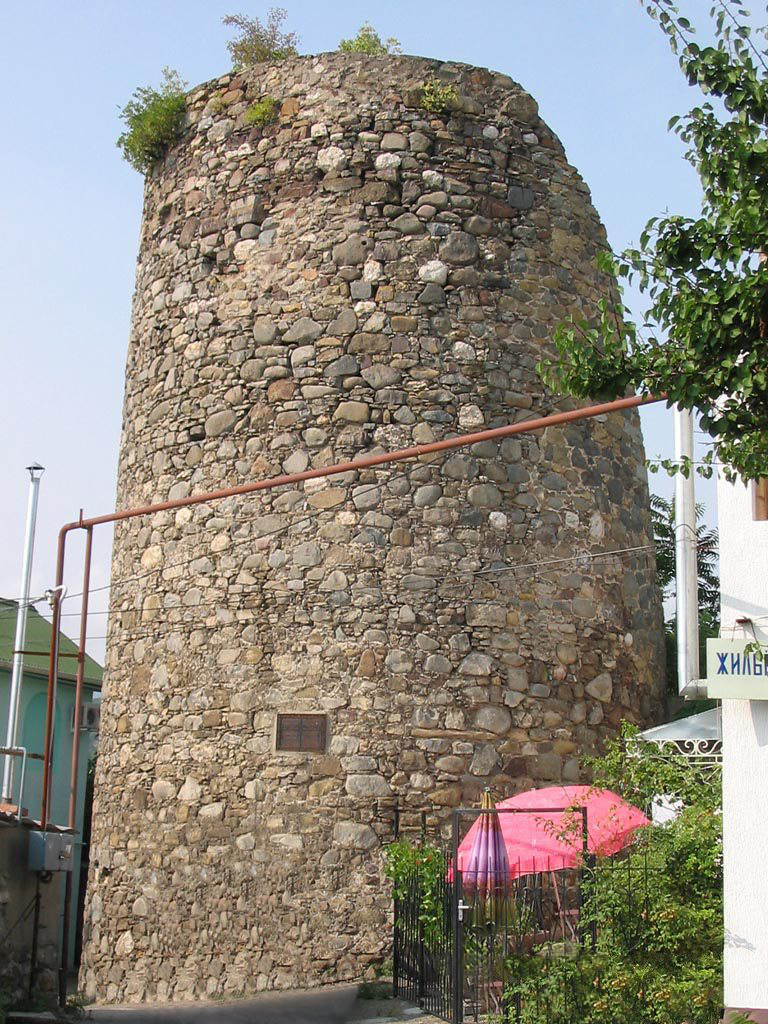
Залишки фортеці Алустон, м. Алушта

Ялта із сусідніми селищами і містами є найбільшим всесвітньо відомим курортом Криму. Туристів приваблюють:
- «Ластівчине гніздо» 1911–1912 років
- Вірменська церква 1909–1917 років
- Палац 1831–1836 років
- Полікурівський пагорб — місце поховання визначних діячів історії і культури
- Палацовий комплекс XIX-ХХ століть у Лівадії на схилі гори Могабі

Феодосія заснована у VI столітті до н. е. Найцікавіші об'єкти туризму:
- Вірменська церква Святих Архангелів Михаїла і Гавриїла (1408 рік)
- Генуезька фортеця (XIV століття)
- Міська фортеця (XIV століття)
- Феодосійський краєзнавчий музей
- Музей Олександра Гріна
- Картинна галерея Айвазовського

#### Культура
В автономії діють 682 клуби та будинки культури, 855 бібліотек, 18 музеїв, школи естетичного виховання дітей тощо. Працюють 6 театрів, серед них відомий в Україні та за її межами Кримськотатарський академічний музично-драматичний театр. Набули широкої популярності мистецькі фестивалі та конкурси «Кореада», «У Чорного моря», «Зірки планети», «Артеківські зорі».

### Освіта та наука

#### Дитячі садки
В Автономній Республіці Крим налічується 655 дошкільних закладів. Дошкільні заклади відвідують майже 37 тисяч дітей.

#### Середня освіта
Сформована в автономії мережа навчально-виховних закладів задовольняє потреби населення у формах, профілях та мовах навчання.
Середню обов'язкову освіту забезпечують 641 денна загальноосвітня школа різного типу і форм власності, в яких навчається понад 274 тисяч учнів. Серед загальноосвітніх шкіл майже 71 % шкіл I-ІІІ ступенів, які дозволяють одержати повну середню освіту за місцем проживання понад 82 % учнів.
В Автономній Республіці Крим працюють 8 гімназій, 10 ліцеїв, 54 навчально-виховних комплекси.

#### Професійна освіта
Професійну освіту молоді надають 30 професійно-технічних училищ, в яких навчається 17,3 тисячі учнів. Навчання здійснюється за різними профілями.
Підготовку кадрів вищої кваліфікації здійснюють 14 вищих навчальних закладів ІІІ-IV рівнів акредитації, де навчається понад 52 тисячі студентів. Щорічно вони готують близько 9 тисяч фахівців різноманітного профілю. Підготовку молодших спеціалістів здійснюють 24 вищі навчальні заклади І-ІІ рівнів акредитації, в яких навчається понад 15 тисяч студентів та щорічно випускається майже 4 тисяч фахівців для промисловості, будівництва, транспорту, зв'язку, охорони здоров'я, освіти тощо.

#### Наука
У Криму здійснюють науково-технічну та дослідницьку діяльність 45 різних науково-дослідних, проектних та конструкторських інститутів і бюро, дослідних станцій, самостійних наукових відділів та філій, основним видом діяльності яких є науково-технічна та дослідницька діяльність, зокрема:
5 вищих навчальних державних закладів:
- Таврійський національний університет імені В. І. Вернадського  [Архівовано 5 травня 2007 у Wayback Machine.],  [Архівовано 10 квітня 2022 у Wayback Machine.]
- Кримський інженерно-педагогічний університет  [Архівовано 12 квітня 2022 у Wayback Machine.]
- Національна академія природоохоронного і курортного будівництва
- Кримський державний медичний університет ім. Георгієвського
- Керченський державний морський технологічний університет
- Кримський державний аграрно-технічний університет
- 20 самостійних науково-дослідних організацій
- 5 самостійних конструкторських організацій
- 2 проектні та проектно-дослідницькі організації

### Медичні установи
У системі охорони здоров'я Автономної Республіки Крим діє мережа республіканських, міських та районних лікарень, діагностичних центрів, спеціалізованих клінік та амбулаторій, станцій та відділень «швидкої допомоги», інших медичних закладів.
Населення автономії обслуговують 8,37 тисяч лікарів та 18,8 тисяч середніх медпрацівників. Ліжковий фонд становить 18,4 тисяч ліжок.
Щорічно в поліклінічних закладах реєструється 18,5 мільйонів лікарняних відвідувань, у стаціонарах проліковано близько 373 тисяч осіб.
В Автономній Республіці Крим функціонує 21 спеціалізований центр, в яких застосовуються найсучасніші медичні технології. Серед них такі відомі центри, як республіканський діагностичний, нейрохірургічний, кардіологічний, опіковий, онкологічний тощо.

### Спорт
В автономії функціонують 51 стадіон, 21 плавальний басейн, понад 700 спортивних залів.
У 203 дитячо-юнацьких спортивних школах займається 20 тисяч дітей та учнівської молоді.

## Галерея

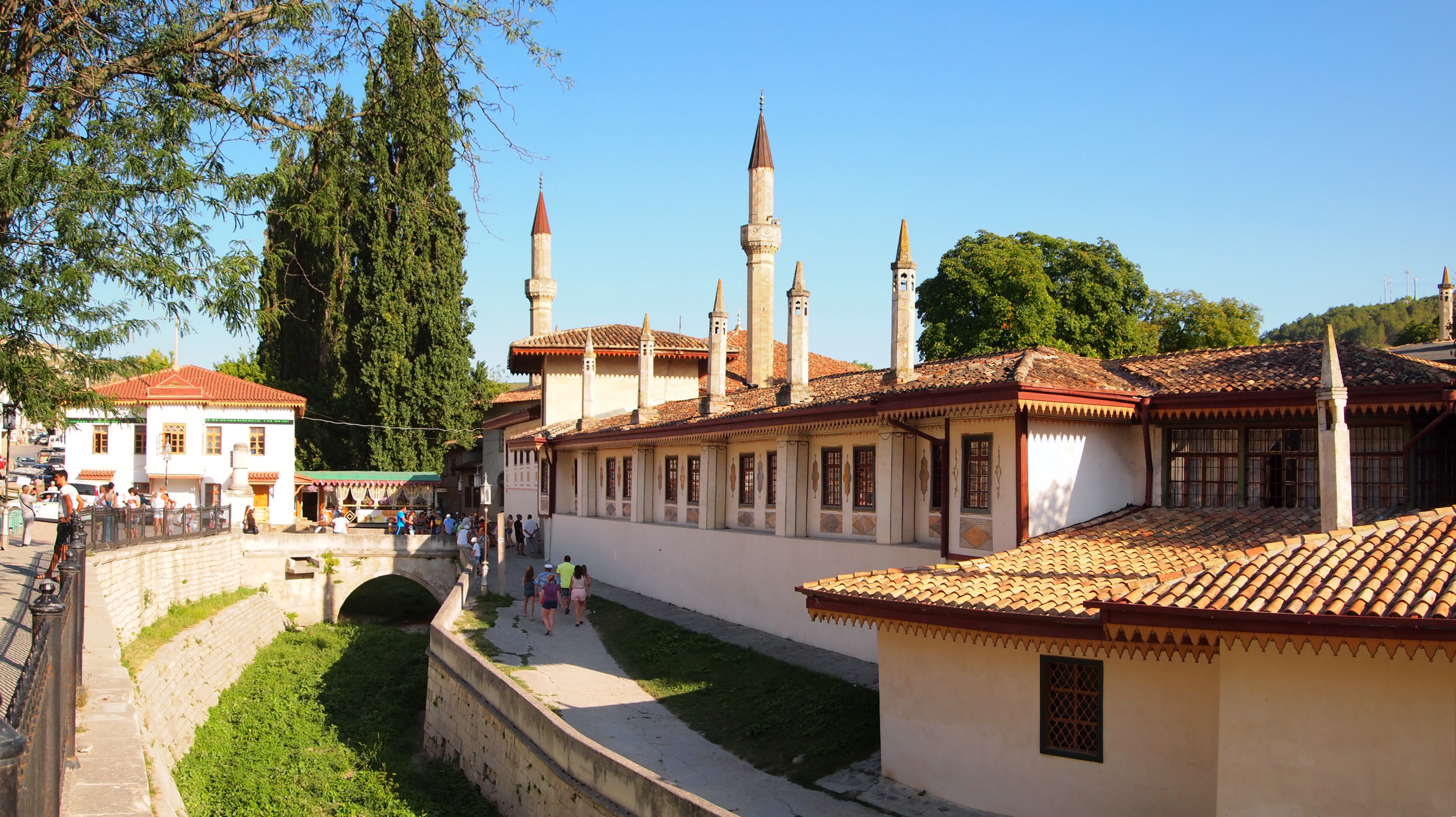
Ханський палац, Бахчисарай
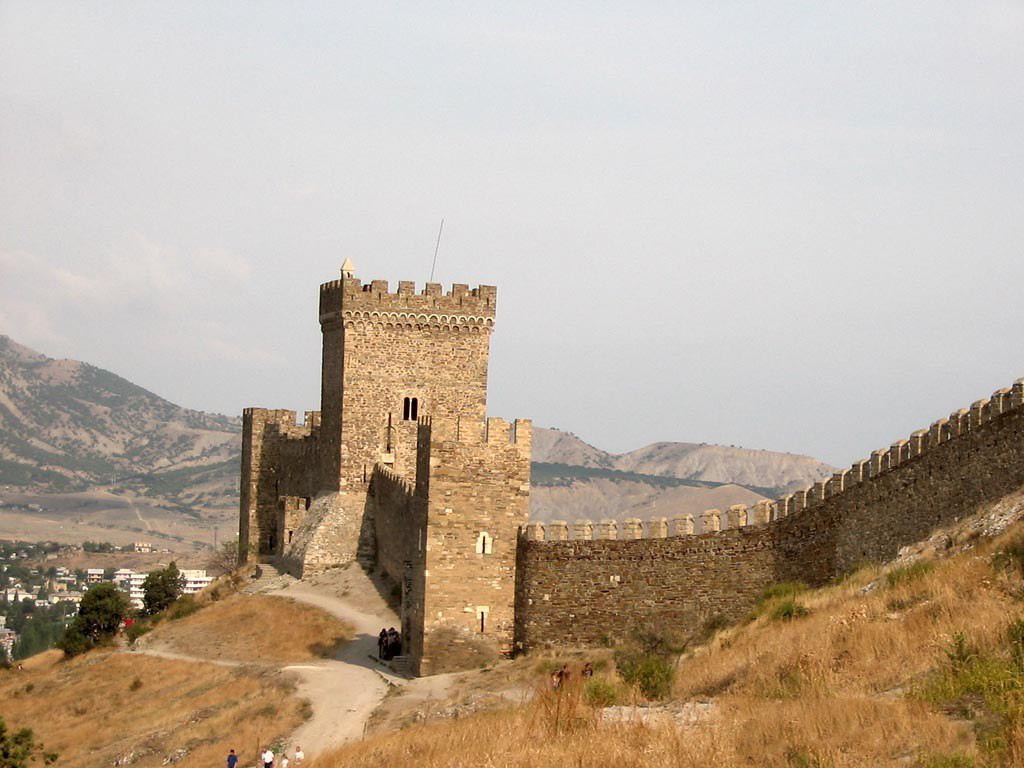
Генуезька фортеця. м. Судак
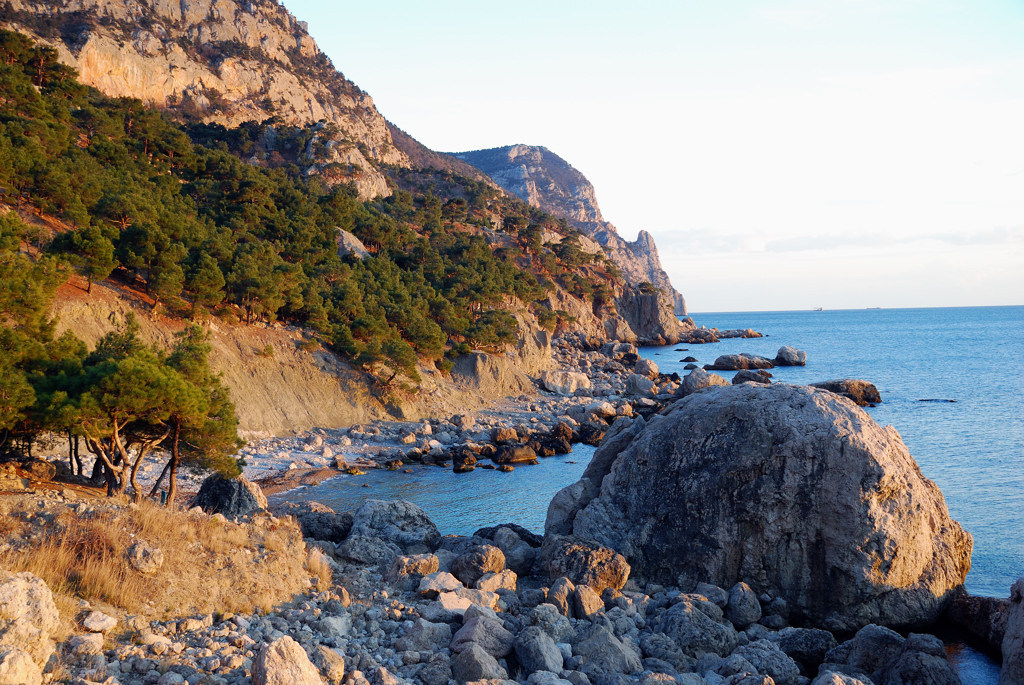
Мис Айя
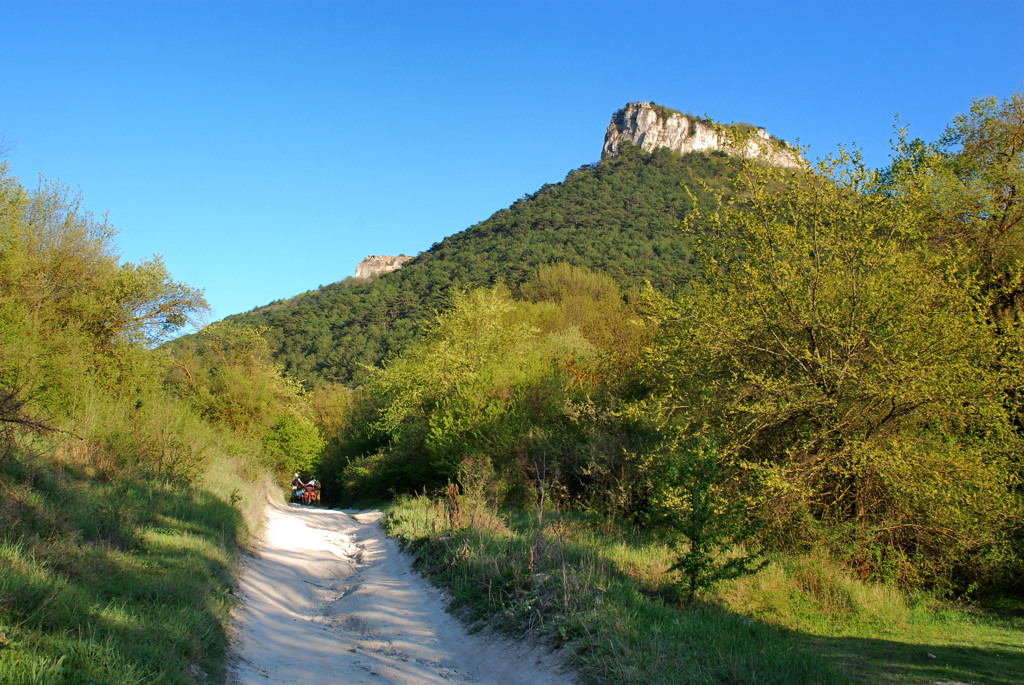
Мангуп
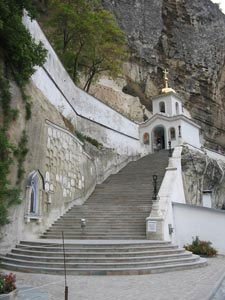
Успенський печерний монастир
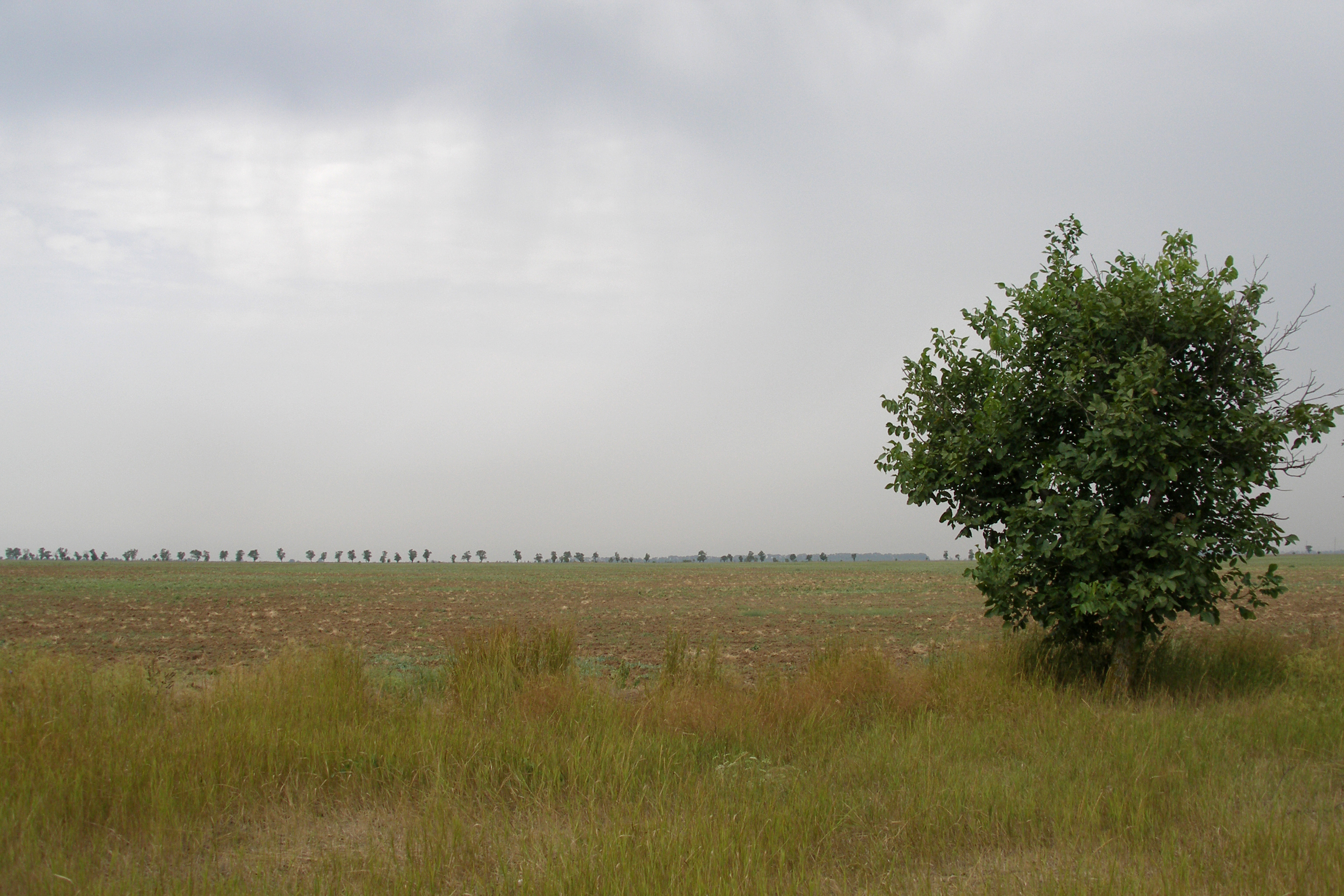
Степовий Крим
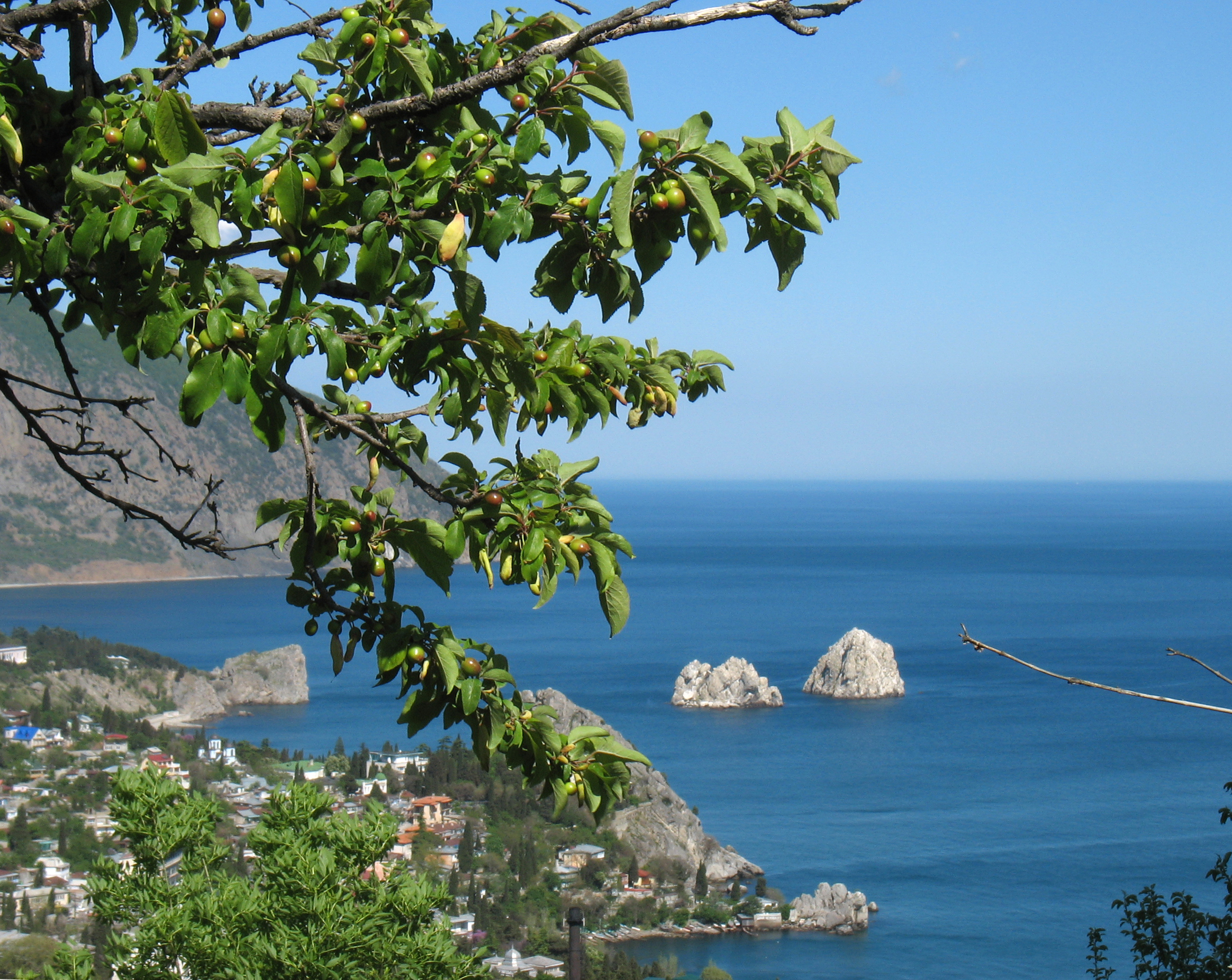
Скелі Адалари
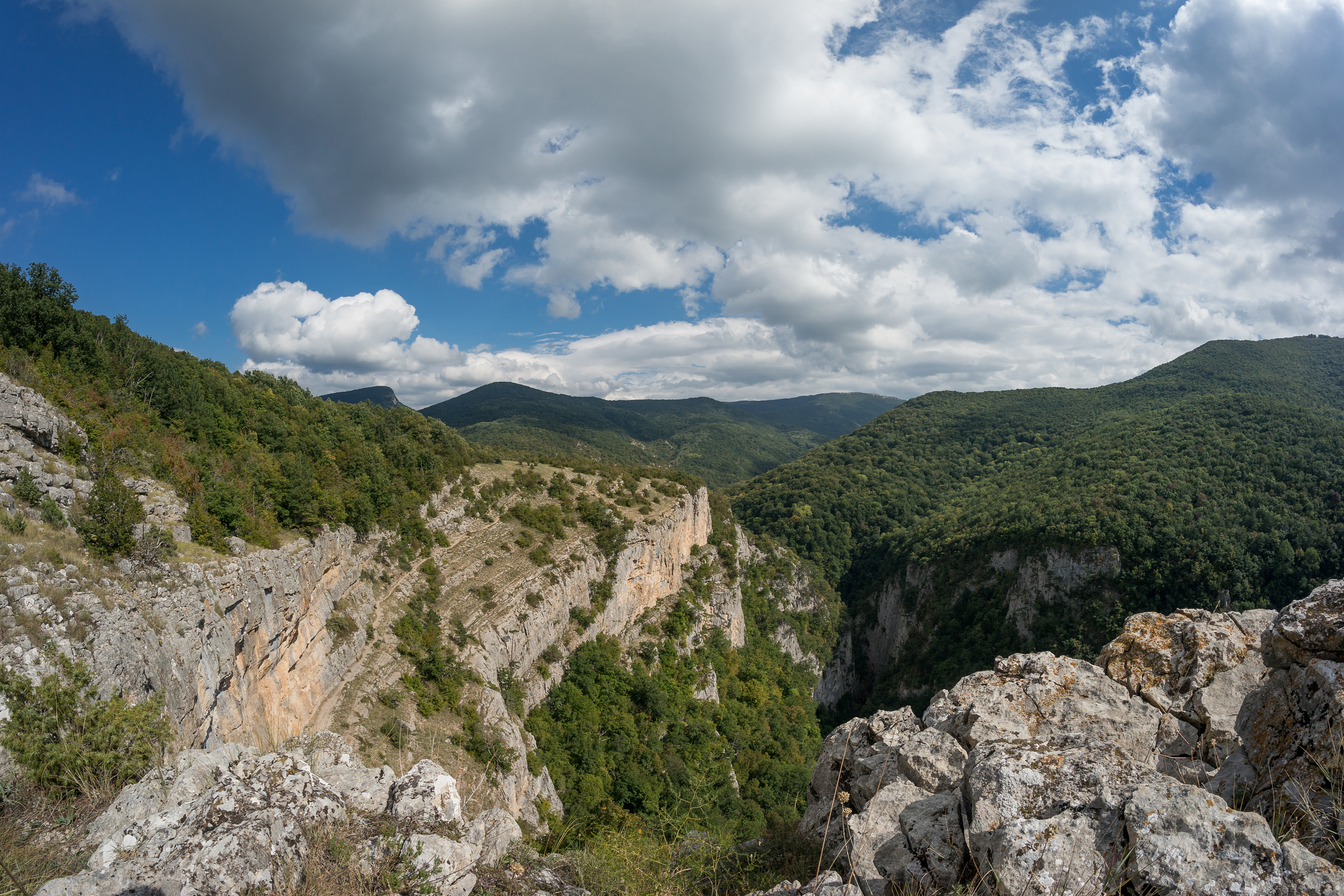
Великий каньйон Криму
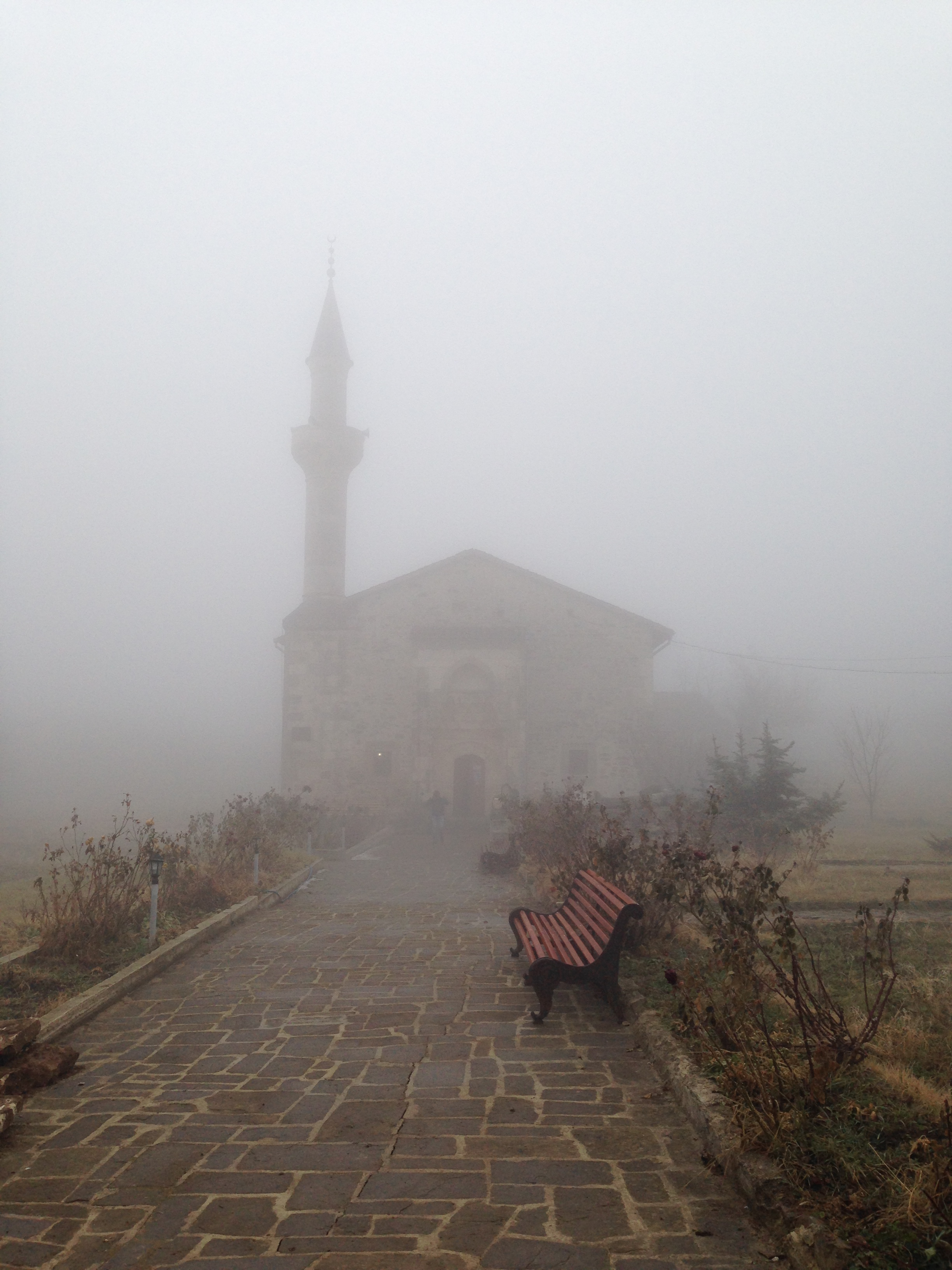
Мечеть хана Узбека, Старий Крим
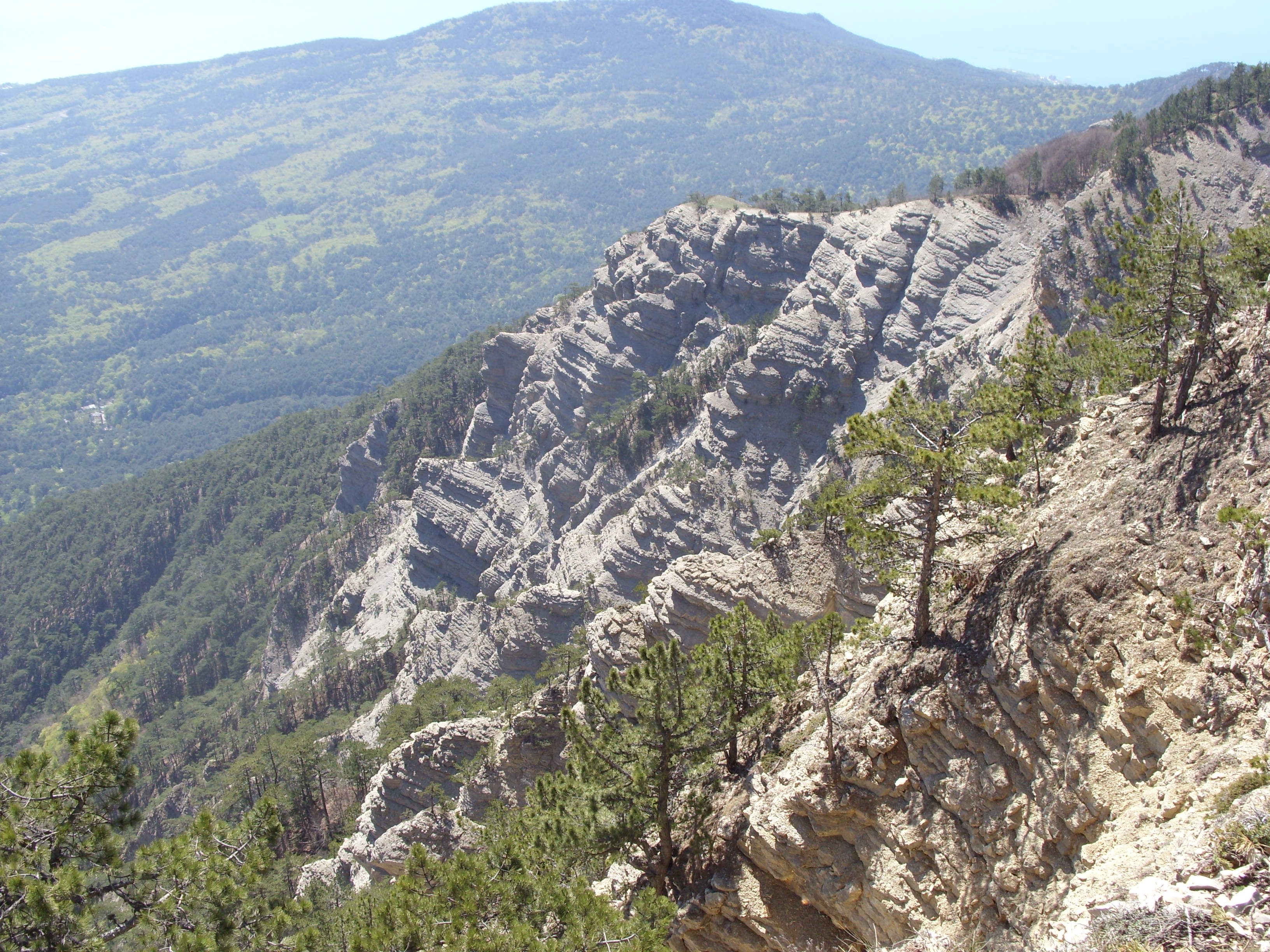
Кримські гори складені переважно осадовими породами. Район неподалік Ялти.
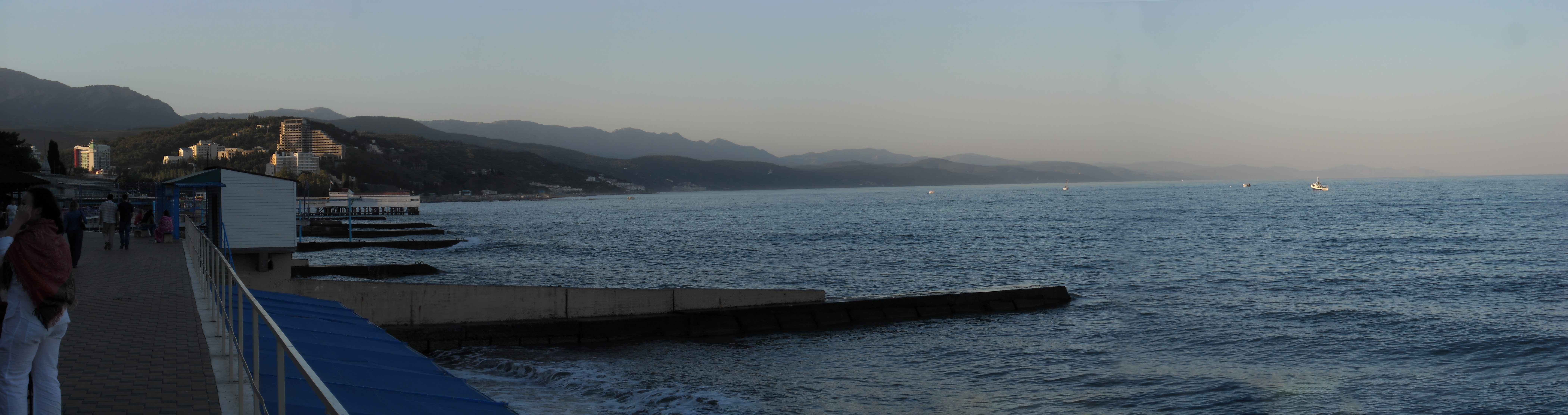
ПБК